# Terespol
Terespol ist eine polnische Stadt im Powiat Bialski der Woiwodschaft Lublin mit etwa 6.000 Einwohnern. Sie liegt am Bug. Die Grenzstadt Terespol ist einer der wichtigsten Kraftfahrzeug- und Schienengrenzübergänge nach Belarus. Am gegenüberliegenden Ufer des Bug befindet sich die belarussische Großstadt Brest.

## Geschichte
Die Geschichte des Ortes beginnt Ende des 17. Jahrhunderts, als 1697 das bisherige Dorf Błotków durch den Woiwoden Słuszko zur Stadt Terespol erhoben wurde. Die weitere Geschichte ist eng verbunden mit den Adelsgeschlechtern der Flemmings und der Czartoryskis. Während des Kościuszko-Aufstands 1794 verloren die Rebellen eine wichtige Schlacht gegen das russische Heer General Alexander Wassiljewitsch Suworows in der militärisch befestigten Stadt.
Bei der Dritten Teilung Polens 1795 fiel Terespol kurzfristig an Österreich, gehörte ab 1807 zum Herzogtum Warschau und wurde auf dem Wiener Kongress 1815 Russland zugeschlagen. Zar Nikolaus I. ließ zur Verbesserung der Befestigungsanlagen große Teile der Stadt, darunter alle katholischen Kirchen, abreißen. 1867 wurde die Bahnstrecke nach Warschau eingeweiht. Um 1900 gab es etwa 4000 Einwohner, darunter 900 Juden. Nach dem Ersten Weltkrieg und der neuen Grenzziehung, durch die Terespol eine grenzferne polnische Provinzstadt wurde, verließen viele russische und ukrainische Einwohner die Stadt. Nach dem deutschen Überfall 1939 wurde die Stadt für knapp fünf Jahre besetzt. Am 17. September ermordeten deutsche Militärpolizisten ca. 60 polnische Soldaten. In der Stadt entstand ein Übergangslager für polnische Kriegsgefangene, die verbliebenen jüdischen Bewohner wurden ermordet. Nach der Eroberung durch die Rote Armee 1944 wurde Terespol wieder eine Grenzstadt.
Von 1975 bis 1998 gehörte es zur Woiwodschaft Biała Podlaska.

## Sehenswürdigkeiten
- Ehemaliges Dominikanerkloster aus dem Jahre 1863
- Klassizistische orthodoxe Kirche mit einem Glockenturm aus dem 18. Jahrhundert

## Grenze
Die Bewohner der Stadt leben heute hauptsächlich vom Handel und den Dienstleistungen, die im Zusammenhang mit dem Grenzverkehr stehen, der die am Bug verlaufende EU-Außengrenze betrifft. Die Grenzübergangsanlagen wurden in den letzten Jahren saniert und ausgebaut. 

## Landgemeinde Terespol
Terespol war bis 2013 Sitz einer Landgemeinde, zu der die Stadt selber nicht gehört. Deren Sitz ist seitdem das Dorf Kobylany.

## Städtepartnerschaften
Terespol unterhält seit 2002 eine Gemeindepartnerschaft mit  Brest in  Belarus.